# Nobuo Arai
Nobuo Arai (japonès: 新井信男)  (1909 - 15 de juny de 1990) va ser un nedador japonès que va competir durant la dècada de 1920.
El 1928 va prendre part en els Jocs Olímpics d'Amsterdam, on va disputar tres proves del programa de natació. Va guanyar la medalla de plata en els 4x200 metres lliures, formant equip amb Tokuhei Sada, Katsuo Takaishi i Hiroshi Yoneyama. En els 400 i 1.500 metres lliures quedà eliminat en sèries.